# Regione di Sviluppo dell'Estremo Occidente
La Regione di Sviluppo dell'Estremo Occidente (nepalese: सुदुर पश्चिमाञ्चल, trasl. Sudura Paścimāñcala) è una ex regione di sviluppo del Nepal di 2.191.330 abitanti (2001), che ha come capoluogo Dipayala. Come tutte le regioni di sviluppo è stata soppressa nel 2015; il suo territorio ora corrisponde al Sudurpashchim Pradesh.
È la regione più povera e sottosviluppata del paese, anche se ricca di bellezze naturali. Nel suo territorio si trova il Parco nazionale di Khaptad e la Riserva naturale di Suklaphanta.

## Geografia antropica

### Suddivisioni amministrative
La regione è suddivisa in 2 Zone (per un totale di 9 distretti):
- Zona di Mahakali, raggruppante i 4 distretti di:
  - Baitadi,
  - Dadeldhura,
  - Darchula,
  - Kanchanpur;
- Zona di Seti, raggruppante i 5 distretti di:
  - Achham,
  - Bajhang,
  - Bajura,
  - Doti,
  - Kailali.